# Guldlax
Guldlax (Argentina silus) är en långsmal fisk som tillhör familjen silverfiskar. Den kallas även strömsill.

## Beskrivning
Guldlaxen är långsmal med stora ögon och kort nos (ögats diameter är större än längden på nosen, vilket är ett viktigt karaktärsdrag). Kroppen är silverfärgad med en gulaktig anstrykning. Den blir upp till 70 cm lång.

## Vanor
Arten lever som stimfisk nära bottnen på mellan 150 och 1 400 meters djup. Den äter småfisk, bläckfiskar och djurplankton som bland annat lysräkor, märlkräftor, pilmaskar och kammaneter. Leken sker pelagiskt under mars till juli. Även ägg och larver är pelagiska på ett djup mellan 400 och 500 m. Tillväxten är långsam; arten kan bli upp till 35 år gammal.

## Kommersiell användning
Arten fiskas som industrifisk men även för mänsklig konsumtion, den är idag den vanligaste fisken i fiskbullar. 

## Utbredning
Den förekommer från Spetsbergen, över norska kusten, i Nordsjön, kring Brittiska öarna, i ett bälte över Nordatlanten förbi Island och ända bort till öster om Newfoundland och Labrador och Nova Scotia.